# Paolo Lorenzi
Paolo Lorenzi (født 15. december 1981) er en italiensk tennisspiller.
Han repræsenterede Italien under Sommer-OL 2016 i Rio de Janeiro, hvor han blev slået ud i anden runde i single.

## Eksterne Henvisninger
- Paolo Lorenzis profil på Olympics.com (engelsk)
- Paolo Lorenzis profil på Sports-Reference OL-resultater (arkiveret) (engelsk)
- Paolo Lorenzis profil på Olympedia (engelsk)
- Paolo Lorenzis profil hos ATP World Tour (engelsk)
- Paolo Lorenzis profil hos ITF Tennis (engelsk)
- Paolo Lorenzis profil hos Davis Cup (engelsk)
- Paolo Lorenzis profil hos ITF Tennis (engelsk)